# Adoretus fascicularis
Adoretus fascicularis är en skalbaggsart som beskrevs av Nonfried 1892. Adoretus fascicularis ingår i släktet Adoretus och familjen Rutelidae. Inga underarter finns listade i Catalogue of Life.